# Benjamin Mendelsohn
Benjamin Mendelsohn (em hebraico: בנימין מנדלסון, bīnyāmīn mendelson, Bucareste, Reino da Romênia, 23 de abril de 1900 - Jerusalém, Estado de Israel, 25 de janeiro de 1998), foi um advogado e criminólogo romeno, posteriormente naturalizado israelita, e que, junto com Hans von Hentig, é considerado um dos pais da Vitimologia.

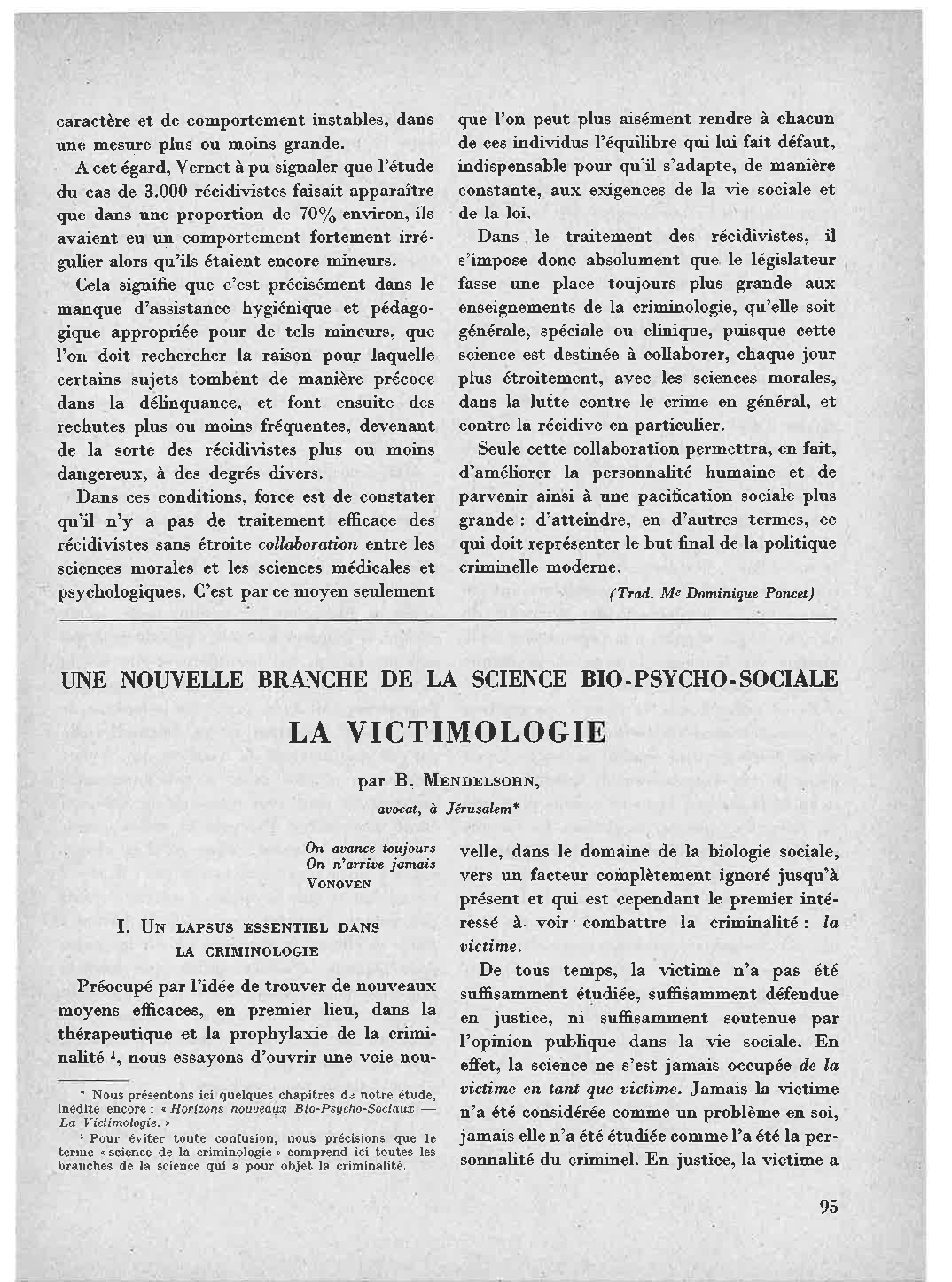
Artigo de Mendelsohn na RICPTS, publicado em 1956.

Apesar de estudiosos anteriores tenham se ocupado do estudo da figura da vítima, o termo "vitimologia" foi cunhado por Mendelsohn, introduzindo-o pela primeira vez em uma conferência realizada, em 1947, em Bucareste, tendo posteriormente publicado um artigo onde propôs o termo e dissertou a respeito do tema, intitulado "Um horizonte novo na ciência biopsicossocial: a vitimologia", publicado em meados de 1956, na Revista internacional de criminologia e polícia técnica e científica (Revue Internationale de Criminologie et de Police Technique et Scientifique), periódico francês, vinculado à Associação Internacional dos Criminólogos de Língua Francesa (AICLF), que foi publicado regularmente de 1986 a 2022.
Mendelsohn afirmou mais tarde que desenvolveu sua teoria da vitimologia após passar por uma situação em que, com o auxílio do Dr. Haim Barzis, salvou um jovem judeu de um problema em que se envolveu devido à sua situação financeira pessoal e familiar.

## Biografia

### Infância e juventude
Mendelsohn nasceu em Bucareste, filho de Tauba Mendel (שכנא, Shakna) e Shimon Aryeh Mendel, o qual, além de estudioso, dedicava-se ao comércio, tendo migrado, em sua velhice, para Israel). 
Em sua juventude, foi membro do grupo liderada pelo Dr. Barzis, então rabino-chefe de Ploiești, grupo esse chamado Bnei Ezra (בני עזרא , literalmente "Filhos de Esdras", em português), um movimento sionista religioso voltado para jovens. 
Além de participar das atividades culturais, Mendelsohn enfrentou conflitos com missionários protestantes e anglicanos

### Carreira
Ao chegar a Israel, Mendelsohn começou a trabalhar como guarda no Ministério da Justiça, em Jerusalém, até que, por acaso, o Primeiro-ministro David Ben-Gurion tomou conhecimento de sua profissão, o que o fez ordenar que o contratassem como um dos advogados daquele Ministério.
Em 1938, Mendelsohn foi reconhecido como "pai da Vitimologia" numa revista francesa.

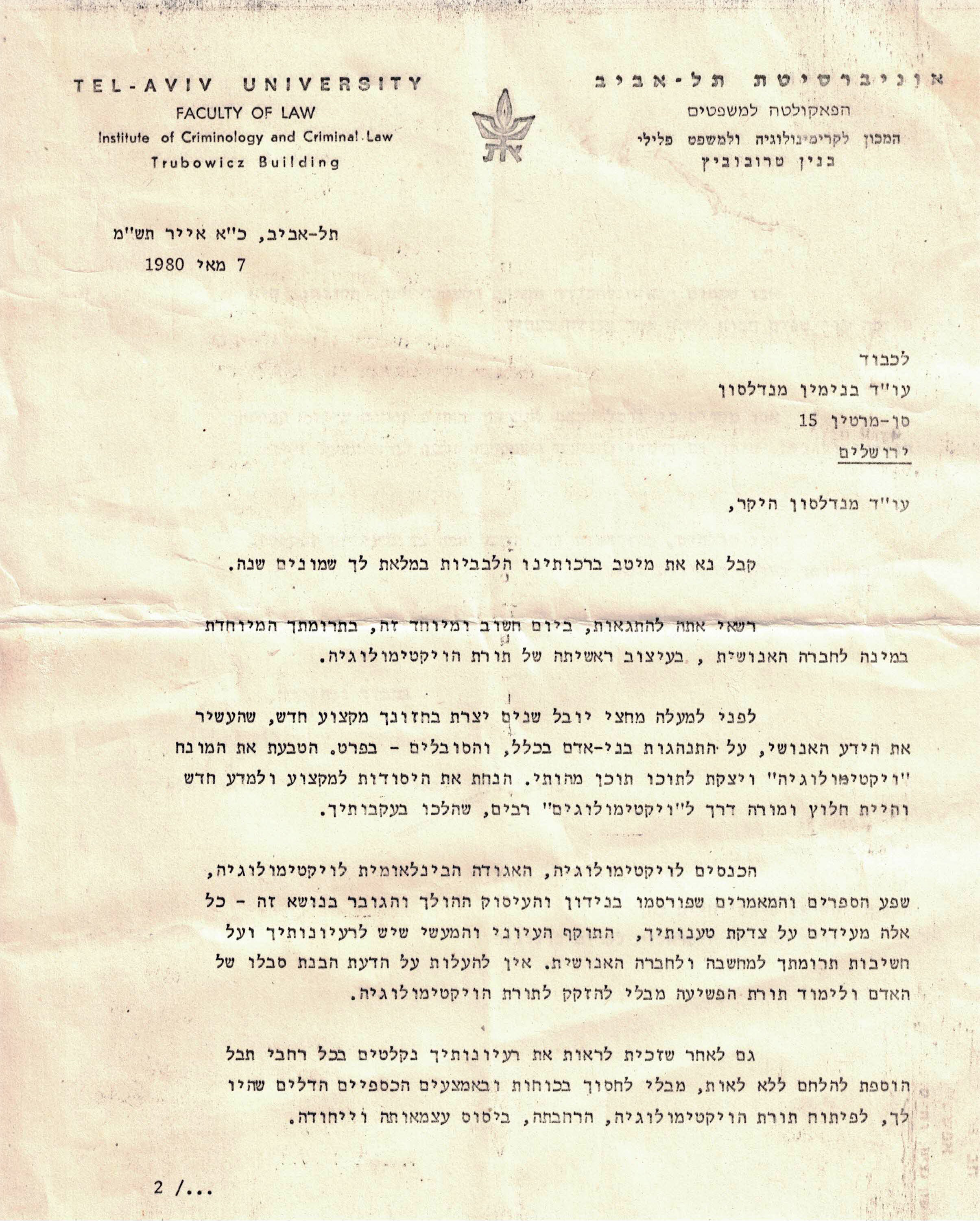
Carta de reconhecimento da Universidade de Tel Aviv

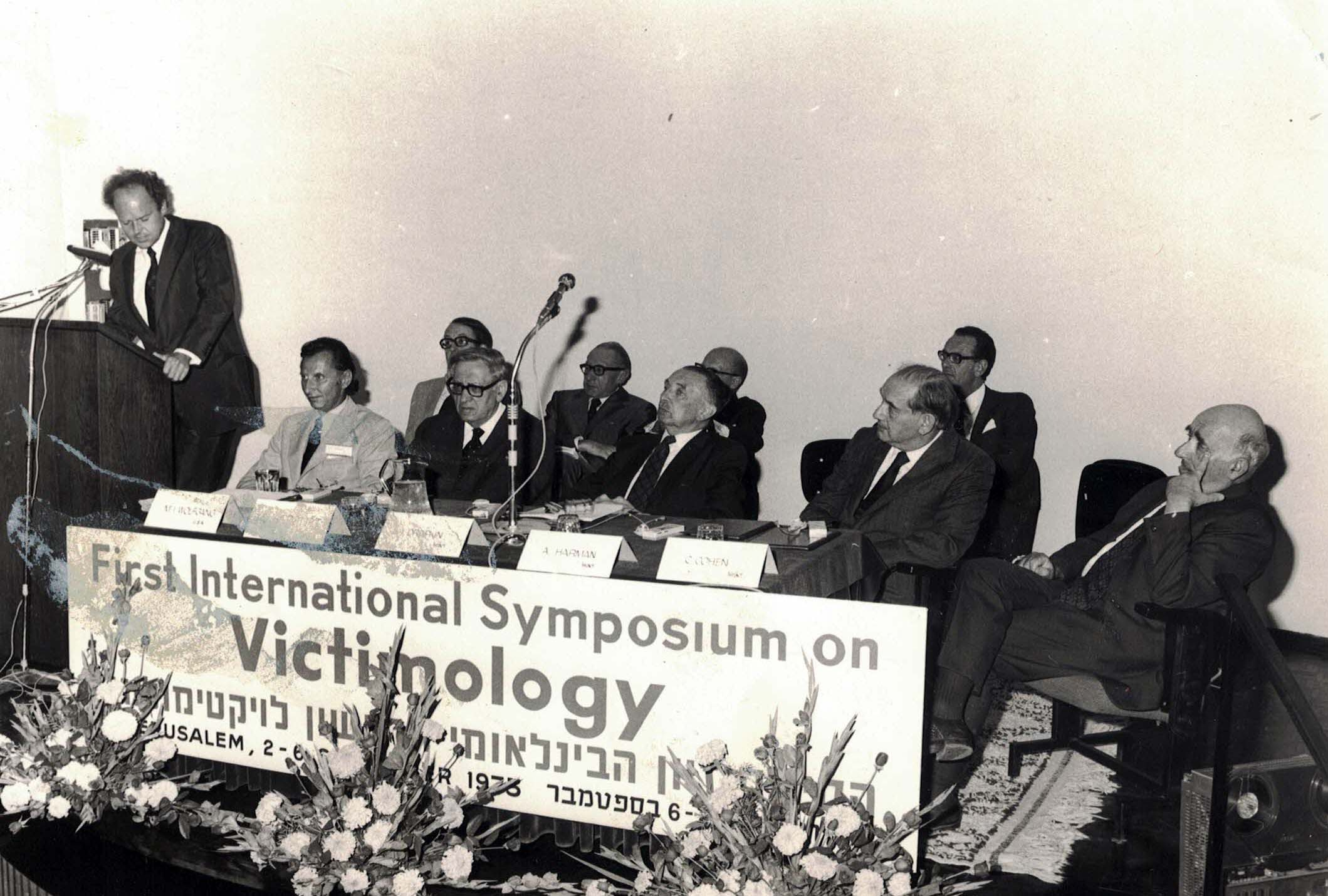
Foto da mesa do 1° Simpósio Internacional de Vitimologia, realizado em Jerusalém, em 1973. Mendelsohn é o primeiro a partir da direita, na primeira fileira, do ponto de visão do observador.

Em 1973, em Jerusalém, foi realizado o Primeiro Simpósio Internacional  de Vitimologia, em homenagem a Mendelsohn, o qual esteve presente como convidado de honra, tendo o tema de sua pesquisa se expandido para além dos limites do universo dos estudos criminais. Em faculdades de todo o mundo, há estudiosos que estudam e desenvolvem sua teoria. 
Em 1980, obteve reconhecimento da Universidade de Tel Aviv, pela sua contribuição especial para a humanidade no desenvolvimento dos estudos da Criminologia. 
Mendelsohn morreu em Em 25 de janeiro de 1998, em Jerusalém. 

### Legado
Na Associação Mundial de Vitimologia é distribuída uma bolsa de estudos de dois anos que leva seu nome.
Desde 2021, a Universidade de Jerusalém trabalha para tornar seu arquivo acessível a pesquisadores e ao público em geral.

## Obras
- MENDELSOHN, Benjamin. Une nouvelle branche de la science biopsychosociale: la victimologie. Revue internationale de criminologie et de police technique et scientifique, Paris, vol. X, No. 2, p. 95–109, 1956. Disponível (em francês) no link: https://aiclf.net/access-ricpts.php?file=https://www.aiclf.net/wp-content/uploads/ricpts/1950-1959/RICPTS_1956-02-06.pdf

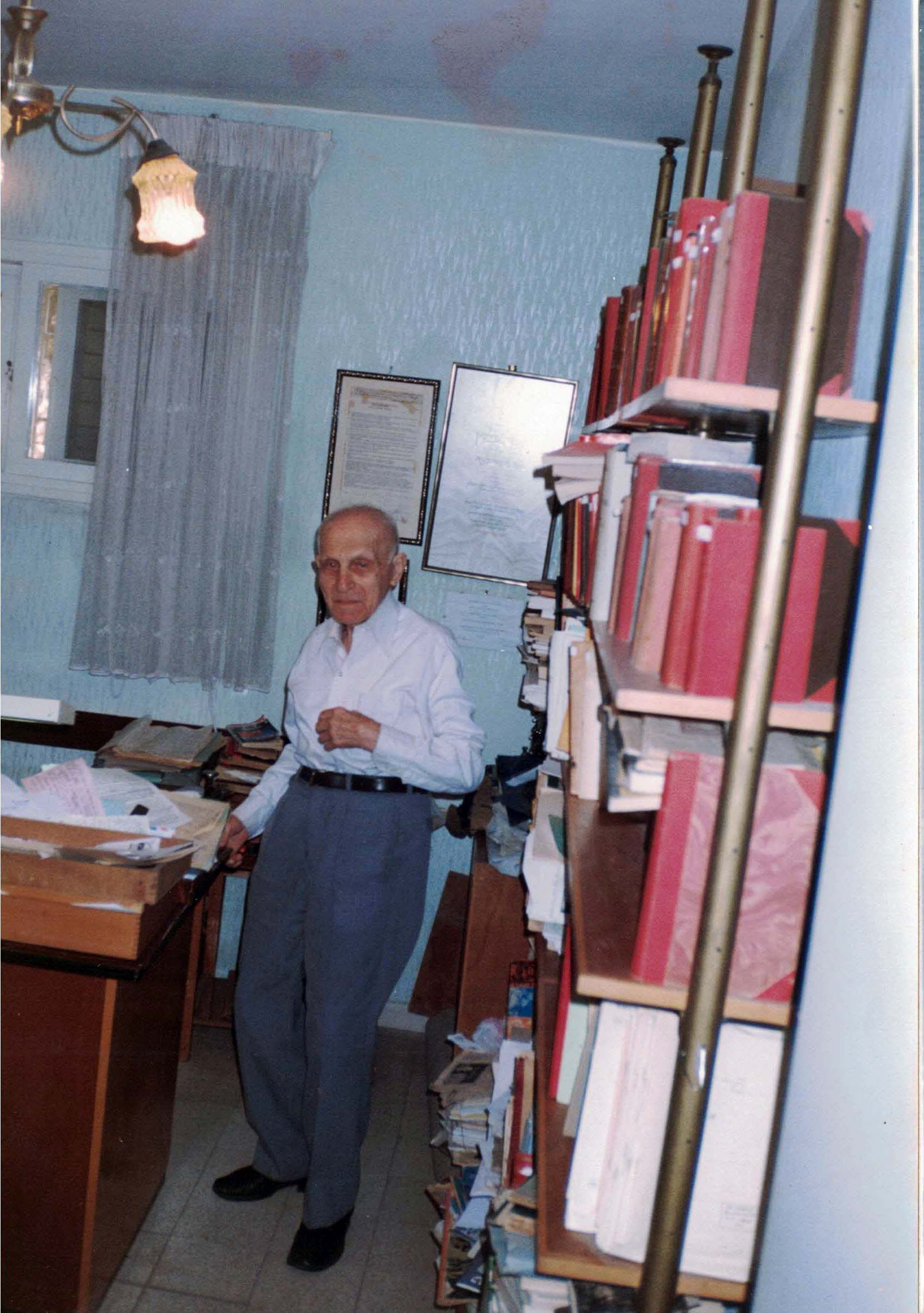
Mendelsohn em seu escritório particular, em sua residência em Kiryat Yuval, na cidade de Jerusalém

## Links externos
- Victimology Theory (Em inglês)